# Kostel svatého Jakuba Staršího (Nikolčice)
Kostel svatého Jakuba Staršího je římskokatolický kostel v obci Nikolčice v okrese Břeclav. Jednolodní barokní chrám byl vystavěn v letech 1777–1779. Je farním kostelem farnosti Nikolčice a je chráněn jako kulturní památka.

## Historie
Kostel v Nikolčicích je poprvé zmiňován již k roku 1351. Současný kostel vznikl v rámci obnovy sítě farností na ditrichštejnském panství během posledních desetiletí 18. století. Projekt kostela zpracoval ditrichštejnský architekt Jan Karel Hromádko v roce 1775. Samotná výstavba proběhla v letech 1777–1779.

## Popis
Kostel svatého Jakuba Staršího stojí v severní části obce, na zakončení silnicové návsi. Kostel je 26 m dlouhý a 12 m široký. Jedná se o neorientovanou, severojižně situovanou jednolodní stavbu s odsazeným, půlkruhově zakončeným kněžištěm. Osově k němu přiléhá sakristie obdélného půdorysu se zaoblenými rohy. Obdélná loď kostela je na jižní straně ukončena vstupním útvarem s vystupující hranolovou věží a zaoblenými nárožími. Konkávní křídla mezi věží a lodí skrývají točitá schodiště. Fasády jsou členěny vpadlými výplněmi, obsahujícími segmentově zaklenutá okna se šambránami. Vstup do kostela je podvěžím zaklenutým plackou. Kněžiště má klenbu plackou mezi pasy a konchu, také loď je zaklenuta plackami. V jižní části lodi je hudební kruchta, podklenutá plackami. Parapet kruchty nesou pilířové arkády.
Dvoudílný hlavní oltář kostela je původní, se zděným retabulem a obrazem sv. Jakuba Většího od Jana Chambreze. U paty sloupů stojí sochy sv. Šebestiána a sv. Rocha. Boční oltáře sv. Cyrila a Metoděje a Panny Marie pochází z roku 1881. Součástí výzdoby jsou čtyři cínové klasicistní svícny. Barokní kazatelna je původní. Varhany postavil Josef Hauka z Uherského Hradiště. Kostel byl roku 1899 vymalován bratry Jarošovými.
Kostel původně nesl tři zvony, nejstarší z nich ze 14. století. Ty byly rekvírovány za první světové války. Po válce byly zakoupeny dva nové bronzové zvony, které však byly v roce 1942 opět zabaveny. V současné době ve zvonici visí zvony Jakub a Marie z roku 1968, jejich autorem je zvonařská dílna Dytrychová.